# 錫帕卡帕
錫帕卡帕（西班牙語：Sipacapa），是危地馬拉的城鎮，位於該國西南部，由聖馬科斯省負責管轄，面積152平方公里，海拔高度2,202米，2002年人口14,043，人口密度每平方公里92.39人。